# Viscum capitellatum
Viscum capitellatum är en sandelträdsväxtart som beskrevs av James Edward Smith. Viscum capitellatum ingår i släktet mistlar, och familjen sandelträdsväxter. Inga underarter finns listade i Catalogue of Life.